# Don Taylor
Don Taylor (n. 13 decembrie 1920, Freeport, Pennsylvania, SUA – d. 29 decembrie 1998, Los Angeles, California, SUA) a fost un actor american și regizor de filme. A jucat în filme clasice din anii 1950 ca Stalag 17 sau Father of the Bride și în film noir din 1948, Orașul nud.  Mai târziu a devenit regizor și a realizat filme ca Escape from the Planet of the Apes (1971), Tom Sawyer  (1973) sau Damien: Omen II (1978).

## Filmografie

### Ca actor (selecție)
- The Human Comedy - Soldat (nemenționat) (1943)
- Song of the Thin Man - Buddy Hollis (1947)
- Orașul nud - Detectiv Halloran (1948)
- Battleground - Standiferd (1949)
- Ambush - Locotenent Linus Delaney (1950)
- Tatăl miresei - Buckley Dunstan (1950)
- Giganții aerului - Locotenent Vern Blithe (1951)
- Submarine Command - Locotenent Peter Morris (1951)
- Micul dividend al tatei - Buckley Dunstan (1951)
- Stalag 17 - Locotenent Dunbar (1953)
- The Men of Sherwood Forest - Robin Hood (1954)
- I'll Cry Tomorrow - Wallie (1955)
- The Bold and the Brave (1956)

### Ca regizor (selecție)
- Everything's Ducky (1961)
- Ride the Wild Surf (1964)
- Jack of Diamonds (1967)
- O armată de cinci soldați (1969)
- Evadare din planeta maimuțelor (1971)
- Tom Sawyer (1973)
- Echoes of a Summer (1976)
- Marele cercetaș și prostituata Thursday (1976)
- Insula doctorului Moreau (1977)
- Damien: Omen II (1978)
- Numărătoare inversă (The Final Countdown, 1980)

Pe lângă filmele de la Hollywood, Taylor a regizat 27 de filme de televiziune și episoade pentru 53 de seriale TV printre care Cannon, Rod Serling's Night Gallery, Mod Squad, It Takes a Thief, The Big Valley, The Flying Nun, Vacation Playhouse, The Tammy Grimes Show,  The Wild Wild West, Burke's Law, The Rogues, The Farmer's Daughter, The Lloyd Bridges Show, The Dick Powell Theatre, Dr. Kildare, Checkmate, 87th Precinct, Zane Grey Theater, The Rifleman, Alfred Hitchcock Presents, Honky Tonk și altele.